# Supercopa de Italia 2002
La Supercopa de Italia 2002 fue la edición número 15 del torneo. Juventus salió campeón tras ganarle al Parma 2 a 1.

## Juventus - Parma
| 1          | POR        | Gianluigi Buffon     |     |
| 21         | DEF        | Lilian Thuram        |     |
| 13         | DEF        | Mark Iuliano         |     |
| 4          | DEF        | Paolo Montero        |     |
| 24         | DEF        | Emiliano Moretti     | 69' |
| 16         | MED        | Mauro Camoranesi     | 46' |
| 3          | MED        | Alessio Tacchinardi  |     |
| 20         | MED        | Davide Baiocco       |     |
| 11         | MED        | Pavel Nedvěd         |     |
| 9          | DEL        | Marcelo Salas        | 72' |
| 10         | DEL        | Alessandro Del Piero |     |
| Entrenador | Entrenador | Marcello Lippi       |     |

| 1          | POR        | Sébastien Frey   |     |
| 2          | DEF        | Aimo Diana       |     |
| 21         | DEF        | Matteo Ferrari   |     |
| 5          | DEF        | Daniele Bonera   |     |
| 3          | DEF        | Gianluca Falsini |     |
| 7          | MED        | Marco Marchionni |     |
| 8          | MED        | Sabri Lamouchi   |     |
| 29         | MED        | Massimo Donati   | 62' |
| 10         | MED        | Hidetoshi Nakata |     |
| 20         | DEL        | Marco Di Vaio    |     |
| 9          | DEL        | Adriano          | 46' |
| Entrenador | Entrenador | Cesare Prandelli |     |

| 27 | MED | Matteo Brighi         | 46' |
| 15 | DEF | Alessandro Birindelli | 69' |
| 25 | DEL | Marcelo Zalayeta      | 72' |

| 11 | DEL | Emiliano Bonazzoli | 46' |
| 6  | MED | Simone Barone      | 62' |

|  | 38' | Alessandro Del Piero | 1-0 |
|  | 73' | Alessandro Del Piero | 2-1 |

| Anotado | 64' | Marco Di Vaio | 1-1 |

| Árbitro | Stefano Farina |

| 1          | POR        | Gianluigi Buffon     |     |
| 21         | DEF        | Lilian Thuram        |     |
| 13         | DEF        | Mark Iuliano         |     |
| 4          | DEF        | Paolo Montero        |     |
| 24         | DEF        | Emiliano Moretti     | 69' |
| 16         | MED        | Mauro Camoranesi     | 46' |
| 3          | MED        | Alessio Tacchinardi  |     |
| 20         | MED        | Davide Baiocco       |     |
| 11         | MED        | Pavel Nedvěd         |     |
| 9          | DEL        | Marcelo Salas        | 72' |
| 10         | DEL        | Alessandro Del Piero |     |
| Entrenador | Entrenador | Marcello Lippi       |     |

| 1          | POR        | Sébastien Frey   |     |
| 2          | DEF        | Aimo Diana       |     |
| 21         | DEF        | Matteo Ferrari   |     |
| 5          | DEF        | Daniele Bonera   |     |
| 3          | DEF        | Gianluca Falsini |     |
| 7          | MED        | Marco Marchionni |     |
| 8          | MED        | Sabri Lamouchi   |     |
| 29         | MED        | Massimo Donati   | 62' |
| 10         | MED        | Hidetoshi Nakata |     |
| 20         | DEL        | Marco Di Vaio    |     |
| 9          | DEL        | Adriano          | 46' |
| Entrenador | Entrenador | Cesare Prandelli |     |

| 27 | MED | Matteo Brighi         | 46' |
| 15 | DEF | Alessandro Birindelli | 69' |
| 25 | DEL | Marcelo Zalayeta      | 72' |

| 11 | DEL | Emiliano Bonazzoli | 46' |
| 6  | MED | Simone Barone      | 62' |

|  | 38' | Alessandro Del Piero | 1-0 |
|  | 73' | Alessandro Del Piero | 2-1 |

| Anotado | 64' | Marco Di Vaio | 1-1 |

| Árbitro | Stefano Farina |

| Supercopa de Italia        |
|                            |
| Campeón Juventus 3° título |